# ヒルズ・ハブ・アイズ2
『ヒルズ・ハブ・アイズ2』（The Hills Have Eyes 2）は2007年のアメリカ映画。撮影は前作に引き続きモロッコで行なわれた。R-18指定。

## 概要
前作の全米での大ヒットによって制作された続編。監督はミュージック・ビデオやCFで活躍するドイツ人のマーティン・ワイズ。脚本はオリジナルの監督であるウェス・クレイヴンとその息子ジョナサン・クレイヴンが担当。しかし興行、評価の両面で物足りない結果に終わった。日本では前作の公開延期問題と絡んでこちらも上映中止かと思われたが、プレシディオによる配給が決まったことによって1、2と連続での劇場公開が実現した。

## キャスト
| 役名       | 俳優                   | 日本語吹き替え |
| ---------- | ---------------------- | -------------- |
| ナポレオン | マイケル・マクミリアン | 浪川大輔       |
| アンバー   | ジェシカ・ストループ   | 小島幸子       |
| クランク   | ジェイコブ・バルガス   | 最上嗣生       |

## スタッフ
メインスタッフ&キャストは右記のテンプレートを参照。
- 美術：キース・ウィルソン
- 衣装：キャサリン・ジェーン・ブライアント
- 特殊メイク・デザイン：グレゴリー・ニコテロ、ハワード・バーガー
- 特殊メイク：KNB EFX
- 視覚効果監修：ジェイミソン・スコット・ゴエイ

## 各国のレイティング
- アメリカ：R（17歳未満保護者同伴必須）
- 日本：R-18
- シンガポール：R21
- マレーシア：18SG
- フィリピン：R-18
- イギリス：18
- ドイツ：18
- カナダ：16+
- フランス：-16
- オーストラリア：R（18歳未満禁止）
- ニュージーランド：R18
- ノルウェー：18
- アイルランド：18
- アイスランド：18
- フィンランド：K-18
- イタリア：VM14（14歳未満禁止）
- オランダ：16
- アルゼンチン：16